# JKX Oil & Gas Limited
JKX Oil & Gas Limited (також JKX) — приватна британська компанія, що займається розвідкою та видобутком корисних копалин в Україні та Угорщині. Штаб-квартира компанії знаходиться в Лондоні, Велика Британія. Основні операційні дочірні підприємства компанії розташовані в Україні та Угорщині.
Основним активом JKX в Україні є Полтавська газонафтова компанія, яка володіє шістьма ліцензіями на видобуток. В Угорщині JKX володіє компанією Folyopart Energia KFT (Riverside Energy KFT), яка має чотири ліцензії на видобуток корисних копалин.

## Історія
Ключова дочірня компанія JKX, Полтавська газонафтова компанія, була першою нафтогазовою компанією з приватною формою власності в Україні, заснованою в 1994 році.
У 1995 році ПГНК розпочала комерційний видобуток, і того ж року JKX успішно провела IPO на Лондонській фондовій біржі.
ПГНК стала першою приватною компанією в Україні, яка досягла кількох важливих результатів. У 1996 році вона отримала кредит від Європейського банку реконструкції та розвитку (ЄБРР). У 1998 році компанія провела 3D-сейсмічні дослідження на площі 150 кв. км. У 2002 році вперше в українській нафтогазовій галузі було введено в експлуатацію установку контролю точки роси. У 2003 році ПГНК стала першою компанією в Україні, яка експортувала газ до Європи. У 2010 році компанія пробурила першу в Україні горизонтальну свердловину довжиною 1 км. У 2011 році компанія побудувала завод з виробництва скрапленого газу. У 2013 році компанія провела 10-етапний гідророзрив пласта на горизонтальній свердловині, що також став першим в Україні. У 2016 році ПГНК почала продавати природний газ на електронній торговій платформі УЕБ та впровадила компресори для зниження тиску на гирлі свердловини. У 2017 році компанія впровадила розробку виснажених та низькодебітних колекторів з використанням системи плунжерного ліфту (американська технологія) та почала застосовувати на свердловинах лінійні підігрівачі. Також ініціювала використання лебідок Сулейманова для депарафінізації свердловин і першою в Україні уклала угоду на постачання газу через позабіржову платформу у 2018 році.
У 2015 році JKX отримала ліцензії на видобуток в Угорщині.
У січні 2022 року JKX була виключена з лістингу Лондонської фондової біржі, а в лютому 2022 року перереєстрована як приватна компанія з обмеженою відповідальністю.
Пізніше у 2022 році, після початку російсько-української війни, компанія зазнала значних змін у складі Ради директорів. Нову раду очолив Михайло Бакуненко, до неї увійшли директори з відповідним управлінським досвідом в Україні.
Після призначення нового складу правління у 2022 році було ініційовано переоцінку угорських активів Групи та прийнято рішення поетапно відновити роботу та оцінити перспективи активів.
До російського вторгнення в Україну бізнес компанії також включав операційні дочірні підприємства в Росії. У 2021 році керівництво прийняло рішення про вихід з російського ринку, продаж усіх наявних активів та розпочало переговори з потенційним покупцем. Однак покупець відмовився від угоди в односторонньому порядку після вторгнення Росії в Україну в лютому 2022 року. Після санкцій, запроваджених Україною, ЄС, Великою Британією та США проти Росії (та контрсанкцій, запроваджених Росією проти іноземних інвесторів) у відповідь на повномасштабне російське вторгнення в Україну, JKX втратила контроль над російським бізнесом.
Крім того, протягом 2024 року JKX отримала кілька рішень російських судів про націоналізацію своїх колишніх дочірніх компаній у Росії. Станом на 2024 рік JKX не має жодних активів у Росії та не розглядає можливість подальшого ведення бізнесу там.
У 2023 році державні органи експропріювали корпоративні права JKX в одній з провідних приватних нафтогазових компаній України — «Укрнафтобуріння» (УНБ). Судові органи пояснили, що експропріація була здійснена «з метою запобігання виникненню надзвичайних ситуацій, пов'язаних з постачанням нафти і газу». Держава в особі АРМА передала УНБ в зовнішнє управління під керівництвом нової команди топ-менеджерів. За нового керівництва компанія втратила ліцензію на видобуток і з грудня 2023 року не веде жодної діяльності. Триває судовий розгляд щодо законності експропріації активу.
У листопаді 2023 року компанія отримала підтвердження від Реєстратора корпоративних відносин Британських Віргінських островів (БВО) про те, що її основний акціонер, Eclairs Group Limited (EGL), був виключений з реєстру 1 листопада 2022 року та ліквідований відповідно до законодавства БВО 4 липня 2023 року. Як наслідок, пана Ігоря Коломойського, який раніше мав опосередкований контроль над Eclairs Group Limited, було виключено з реєстру кінцевих бенефіціарних власників компанії на підставі того, що він більше не має жодного прямого або опосередкованого інтересу в JKX. Відповідно до статті 220 Закону про комерційні компанії БВО від 2004 року (зі змінами та доповненнями), акції JKX, які раніше належали EGL, тепер перейшли у власність Корони.
У червні 2024 року Загальні збори акціонерів JKX схвалили консолідацію звичайних акцій JKX, таким чином зменшивши базу акціонерів компанії до п'яти, щоб зробити компанію більш гнучкою та оперативно реагувати на війну, що триває в Україні, та пов'язані з ним геополітичні зміни та невизначеності, а також зменшити витрати компанії на адміністрування своєї великої бази акціонерів.

## Голова правління
З червня 2022 року Раду директорів JKX очолює топ-менеджер енергетичного сектору та іноземний портфельний інвестор Михайло Бакуненко. До цього призначення він обіймав посади в правліннях провідних нафтогазових компаній України, таких як «Укрнафта» та «Укрнафтобуріння». У 2020 році Михайло Бакуненко посів 15-те місце в рейтингу «25 найкращих CEO» за версією Forbes Україна.
Двома іншими членами Ради директорів є Ігор Кравченко (виконавчий директор) та Марк Кацнельсон (невиконавчий директор). Пан Кравченко має юридичний досвід роботи в енергетичному секторі, а пан Кацнельсон має особливий досвід у проведенні комерційних переговорів, структуруванні угод, створенні та управлінні довгостроковими комерційними відносинами.
Генеральний директор – Андрій Пасішник.

## Операційна діяльність
Основним активом компанії в Україні є Полтавська газонафтова компанія (СП ПГНК). Сферою діяльності компанії є пошук і розвідка нафти і газу, а також видобуток і переробка вуглеводнів.
В Угорщині JKX завершила буріння своєї першої розвідувальної свердловини і готується до буріння другої. Компанія формує місцеву команду в Угорщині та вивчає геотермальний потенціал своїх ділянок.
Крім того, в Угорщині працює газопереробний завод, здатний переробляти 500 000 м3 газу на добу, а також власний газопровід, що з'єднує JKX з регіональною газовою мережею.